# Pame central
Pour les articles homonymes, voir Pame et Chichimèque (homonymie).
Le pame central, aussi appelé chichimèque, est une langue pame parlée dans le du Sud-Est de l'État de San Luis Potosí, au Mexique.

## Localisation géographique
Le pame central est parlé dans la localité de Santa María Acapulco. Le recensement de 1970 identifiait environ 2 700 locuteurs.
En 1956, les Pames de Santa María Acapulco préféraient se désigner sous le nom de Chichimèques

## Classification
Le pame central est une langue amérindienne qui appartient au groupe pame de la famille des langues oto-mangues. Les langues pames sont, à l'intérieur de l'oto-mangue, rattachées à la branche des langues oto-pames.
Selon Gibson et Bartholomew, le pame central n'est pas intercompréhensible avec le pame du Nord.

## Écriture
| a | a̱ | b | c | ch | d | e | e̱ | ɛ | ɛ̱ | f | g | i | i̱ | j | ' | k | l | ly | m | n | ŋ | o | o̱ | p | q | r | s | t | ts | u | u̱ | ü | v | x | y | z |